# 二子 (播磨町)
二子（ふたご）は、兵庫県加古郡播磨町の大字。旧加古郡阿閇村大字二子。郵便番号は675-0162。

## 地理
印南野台地の南西端、播磨町の東部に位置しており、喜連川中流に沿いに集落が形成されている。東側は明石市二見町西二見・西側は野添・南側は古宮・北側は東野添と接する。

## 歴史
ため池を造成しても干害に悩まされていたが、今里伝兵衛によって用水溝を整備され、整備後は農村地帯として機能していた。

### 地名の由来
地内にあった二子塚から採られている。

### 沿革
- 1962年4月1日 - 阿閇村が播磨町へと改称・町制施行する。

### 字域の変遷
| 実施前               | 実施年       | 実施後               |
| -------------------- | ------------ | -------------------- |
| 加古郡阿閇村大字二子 | 1962年4月1日 | 加古郡播磨町大字二子 |

## 世帯数と人口
2022年（令和4年）3月1日現在の世帯数と人口は以下の通りである。
| 町丁 | 世帯数  | 人口    |
| ---- | ------- | ------- |
| 二子 | 765世帯 | 1,777人 |

## 小・中学校の学区
町立小・中学校に通う場合、学区は以下の通りとなる。
| !番地 | 小学校               | 中学校               |
| ----- | -------------------- | -------------------- |
| 全域  | 播磨町立播磨南小学校 | 播磨町立播磨南中学校 |

## 交通

### 鉄道
山陽新幹線が通過している。

### バス
- 神姫バス

### 道路
- 国道250号の西側路肩部分が地内にあたる。

## 施設
- 兵庫県企業庁播磨中継ポンプ場
- 東部コミュニティセンター
- 二子公民館
- 二子北公民館
- 二子子供会館
- 二子消防会館
- 佛性寺
- 普光寺
- 二子阿閇神社